# كوسكو (شركة)
كوسكو (بالإنجليزية: Costco)‏ هي شركة أمريكية متعددة الجنسيات تعمل في مجال التجزئة وتعتبر من كبرى الشركات في هذا المجال.

## وصلات خارجية
- الموقع الرسمي